# 那些年
《那些年》是胡夏的一首歌曲，收錄於他的第2張錄音室專輯《燃點》中，是电影《那些年，我們一起追的女孩》的主题曲，由电影导演九把刀作词，木村充利作曲，是一首華語流行歌曲，其歌詞表達了過去青春時空恋情的回忆。
歌曲的音樂錄影帶于2011年8月24日发行，展现了电影中的剪辑镜头。《那些年》獲得了商業上的成功，其在KKBOX單曲每日排行榜上连续夺冠64日，在香港的多个音乐榜单亦夺冠。在取得商业成功的同时，歌曲也获得了许多奖项，包括香港商業電台舉辦的2011年度叱咤樂壇流行榜頒獎典禮中贏得專業推介第二名和我最喜愛的歌曲大獎等。

## 背景與發行

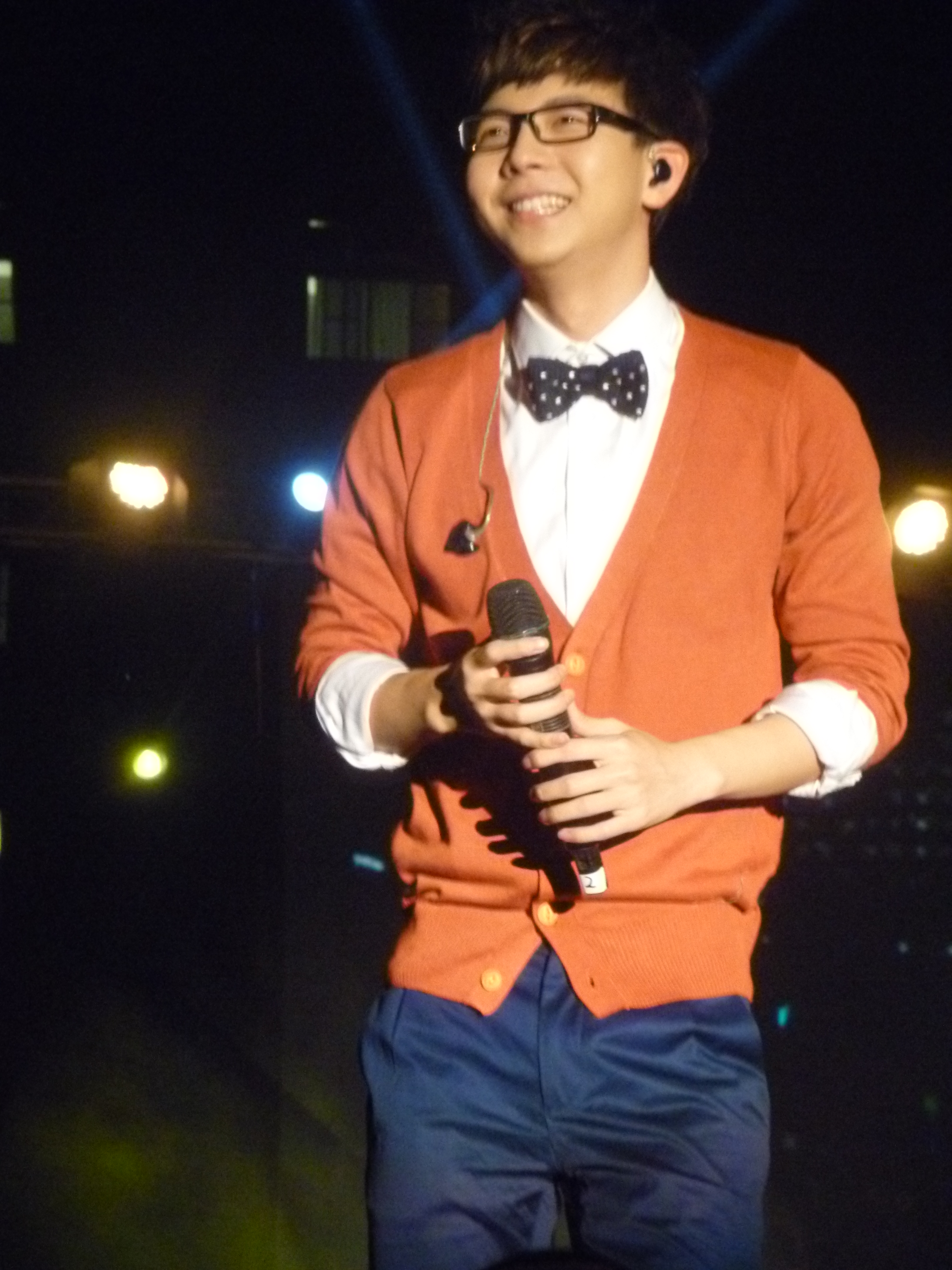
歌曲演唱者胡夏。

《那些年》由《那些年，我們一起追的女孩》的电影导演九把刀作词，由木村充利作曲。九把刀认为，电影的主题曲“担纲着最重要的任务……一定得拥有让观众瞬间爆泪的本事。”而胡夏首张专辑的制作人薛忠铭认为，胡夏“声音干净清澈，与电影结合得恰到好处”，因此在2011年2月，薛忠铭致电胡夏，邀请他演唱电影主题曲。胡夏对此表示“挺意外的”。
2011年4月，录音正式开始，一共持续了两天。8月，胡夏与九把刀首次见面，九把刀称赞胡夏“唱得很好，歌声很符合电影的画面。”同月5日，《那些年，我們一起追的女孩電影原聲帶》發行，收錄了本歌曲。24日，歌曲的音乐录像带发布，录像带时长6分钟，展现了电影中的剪辑镜头。2012年2月24日，胡夏的第2張錄音室專輯《燃點》发行。专辑将本歌曲作为Bonus曲目收录。

## 反响
《那些年》發表後不久便大受歡迎，在YouTube上的音樂影片於2011年11月11日的點擊率突破1,000萬人；對於歌曲廣泛獲得民眾的注意，九把刀表示：「（這次是）破了所有華人音樂史上在YouTube上所有可以被記錄的數字。」在臺灣KKBOX單曲每日排行榜上，《那些年》從2011年8月22日至10月22日，持續64天維持在第一名的位置，打破原先嚴爵連續45天奪冠的紀錄。在香港903專業推介上，歌曲獲得了第一名的成績。《那些年》在第48屆金馬獎被提名為最佳原創電影音樂，在第23屆金曲獎上被提名為最佳年度歌曲獎。歌曲也贏得許多獎項，其在第23屆金曲獎上使歌曲的制作人薛忠銘获得了最佳單曲製作人獎，在香港商業電台舉辦的2011年度叱咤樂壇流行榜頒獎典禮中，歌曲贏得專業推介第二名和我最喜愛的歌曲大獎。歌曲之后被日本女子组合whiteeeen翻唱成日语版本《那时〜紧紧抱着你ー〜》并作为数位单曲于2015年10月2日起提供下载。这一版本的歌曲也被使用做电视剧《马子们！写给曾经被我爱过伤害过的你们》的插曲。